# Petit Pont

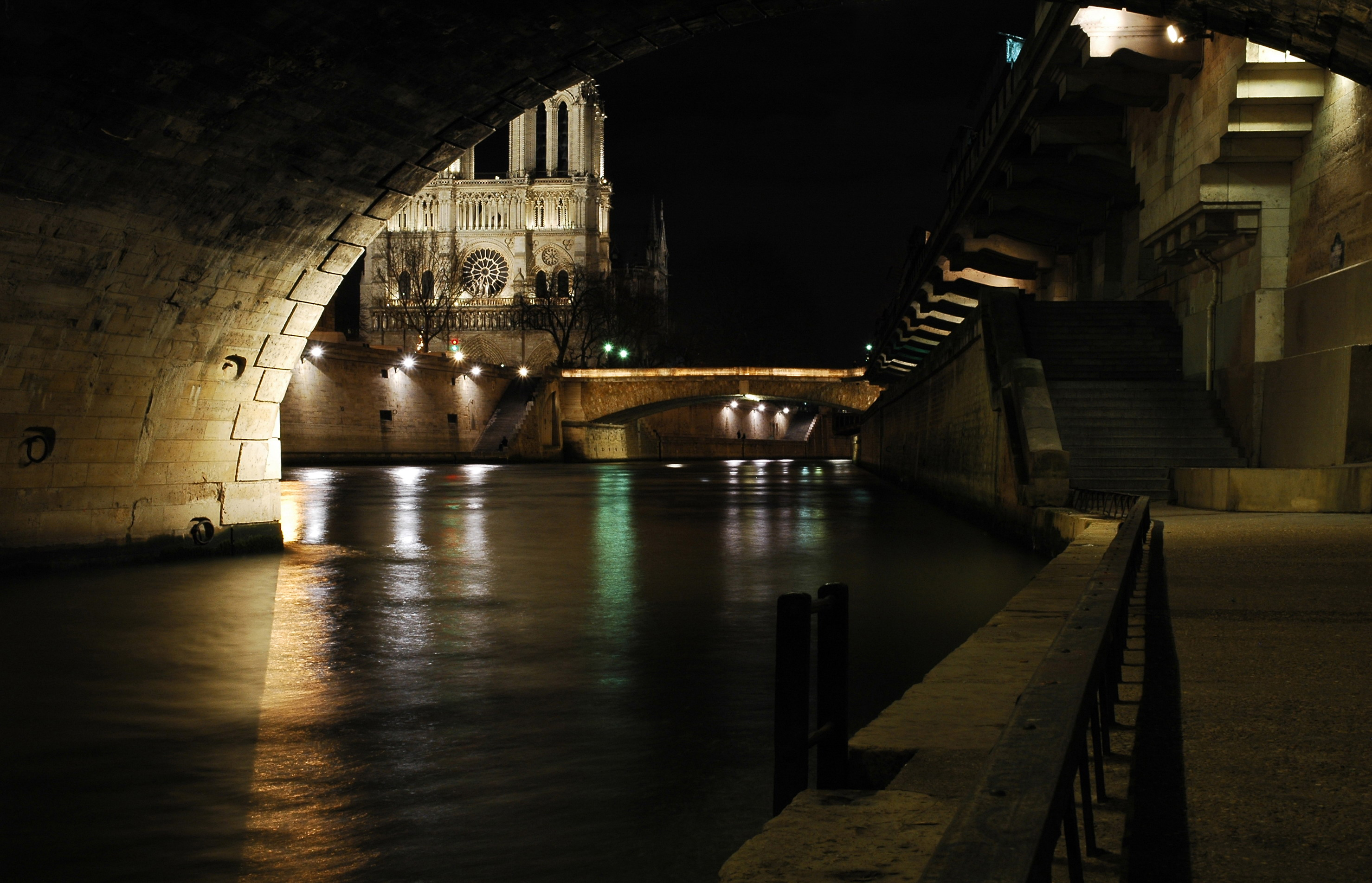
Nocny widok spod Pont Saint-Michel

Petit Pont – most łączący V okręg paryski z Île de la Cité wybudowany w 1853 na miejscu wcześniejszego. 

## Historia
Już w starożytności na miejscu dzisiejszego mostu znajdowała się przeprawa przez rzekę. Wiadomo, że już w rzymskiej osadzie Lutecja właśnie na tym miejscu, wykorzystując niewielką odległość między wyspą a stałym lądem oraz spokojniejszy bieg rzeki, przebiegał most łączący Cité z lewym brzegiem Sekwany. Obiekt był wielokrotnie niszczony przez rzekę w czasie kolejnych niekontrolowanych powodzi. W samym średniowieczu most był niszczony jedenastokrotnie. Środki finansowe pochodziły z różnych, niekiedy niecodziennych źródeł: w 1175 budowa pierwszego całkowicie kamiennego mostu została opłacona przez biskupa Paryża, natomiast w 1393 zmuszono paryską społeczność żydowską do wpłacenia 9500 liwrów na kolejną odbudowę. Od nazwy mostu pochodzi przydomek Adama Parvipontanusa (XII w.), uczącego w znajdującej się przy nim szkole.
W czasie rządów Karola VI Szalonego nowy most wybudował włoski mnich Giovanni Giocondo, wówczas po raz pierwszy na Petit Pont pojawiły się domy. Most ten przetrwał dwa stulecia, jednak już w XVII wieku Petit Pont zawalał się i był budowany na nowo w latach 1649, 1651, 1658 i 1659. Ta ostatnia odbudowa była również najbardziej kosztowna, jednak nie spełniła oczekiwań, a most, kamienno-drewniany, zawalił się w 1718 w niecodziennych okolicznościach. W czasie gdy pod mostem bezskutecznie usiłowały przepłynąć dwie wyładowane barki, nieznana z nazwiska kobieta wypłynęła na Sekwanę, by odnaleźć ciało jej dziecka, które w niej utonęło. Miała w rękach zapaloną pochodnię i gdy wskutek wypadku jej łódź zderzyła się z jedną z barek, powstał ogromny pożar, od którego zajął się cały most. Rok później most został odbudowany, już bez zabudowy mieszkalnej. 
W 1852 dotychczasowa konstrukcja została zastąpiona nowym mostem według projektu Alexandre'a Michala. Budowę nadzorował Ernest Gariel. Od roku 1853 obiekt jest dostępny dla ruchu zarówno kołowego, jak i pieszego.   

## Architektura
Petit Pont jest mostem łukowym, w przeszłości opartym na trzech łukach, obecnie na jednym. Most jest w całości kamienny, o długości 32 metrów, co czyni z niego najkrótszy paryski most. Prowadzi przez niego 20-metrowa droga ruchu kołowego, 12-metrowa ścieżka rowerowa oraz dwa czterometrowej szerokości chodniki. 

## W kulturze popularnej
Most występuje w tytule piosenki Nany Moskouri A Paris Sur Le Petit Pont.